# 筆尾獴
筆尾獴（学名 Cynictis penicillata） 也叫黄獴，是一种小型的獴科动物。筆尾獴平均体重0.5公斤，体长500毫米，生活在安哥拉、博茨瓦纳、南非、纳米比亚和津巴布韦的半沙漠灌木地区和草原上。
目前已知的亚种共有12种。筆尾獴的体色一般为黄色。南部的亚种体型稍大，体毛较长，为黄色或红褐色，尾巴也比较长，尖端为白色。北部的筆尾獴体色则偏灰，尾巴尖端为灰色或暗灰色。
筆尾獴是食肉动物，基本以节肢动物为食，但也吃其它的小型哺乳动物、蜥蜴、蛇和各种蛋。
筆尾獴主要在白天活动，但有时夜间也会出现。它们一般以最多20头獴的数量组成一群，居住在地下的洞穴中。筆尾獴经常与地松鼠或貂貍共处。
猛禽、蛇和胡狼捕食筆尾獴。
筆尾獴的交配季节为每年的七月到九月，十月至十二月为分娩期。筆尾獴每胎产两仔，断奶期为10周，10个月长成成体。